# El Oscar del Moro
El Oscar del Moro es una historieta del autor de cómics español Francisco Ibáñez, perteneciente a su serie Mortadelo y Filemón y publicada originariamente en 1999 en formato álbum como número 145 de la Colección Olé.

## Sinopsis
El emir Alí-Fafe de Segowiait ha creado el Oscar del Moro, imitación del premio Oscar de Oro de Hollywood. Dicho premio es para la organización que fabrique la mejor arma, y vale muchísimo dinero.
La T.I.A. encarga al profesor Bacterio el invento de varias armas y a Mortadelo y Filemón probarlas.

## Comentarios
La historieta es una revisión de la aventura Los inventos del profesor Bacterio, incluyendo las entradillas de los episodios, en donde Mortadelo y Filemón intentan escapar de su misión, pero son detenidos por otros agentes en los lugares más remotos del planeta.